# 영번 상해 돌파
영번 상해 돌파(0番 上海突破)는 한국에서 제작된 신경균 감독의 1967년 영화이다. 박노식 등이 주연으로 출연하였고 이종벽 등이 제작에 참여하였다.

## 출연

### 주연
- 박노식
- 김혜정
- 이예춘

## 제작진
- 조명: 오인환
- 미술: 홍성칠